# Caesalpinia insolita
Caesalpinia insolita är en ärtväxtart som först beskrevs av Hermann August Theodor Harms, och fick sitt nu gällande namn av John Patrick Micklethwait Brenan och Jan Bevington Gillett. Caesalpinia insolita ingår i släktet Caesalpinia och familjen ärtväxter. Inga underarter finns listade i Catalogue of Life.